# Bârsănești
Bârsanesti là một xã thuộc hạt Bacău, România. Dân số thời điểm năm 2002 là 5102 người.